# Gabriel Christoph Benjamin Busch
Gabriel Christoph Benjamin Busch (* 19. Oktober 1759 in Arnstadt; † 18. März 1823 ebenda) war ein lutherischer Geistlicher, Theologe und Schriftsteller.

## Leben
Busch war ein Sohn des evangelischen Predigers und späteren Superintendenten in Arnstadt Johann Benjamin Busch (1727–1802). Er war zweimal verheiratet. In der ersten Ehe wurde der Jurist Ferdinand Benjamin geboren.
Er besuchte das Arnstädter Lyzeum, an dem er neben den bereits im Elternhaus gelernten Sprachen Latein und Deutsch sich auch Kenntnisse in der syrischen Sprache erwarb. Nach dem Abitur 1776 immatrikulierte er sich an der Universität Jena und studierte neben der Geschichte und der Philologie die Theologie. Nebenbei soll er dem Studentenleben und den studentischen Gesellschaften sehr zugeneigt gewesen sein. 1779 schloss er in Jena sein Studium ab. Busch kehrte zunächst nach Arnstadt zurück und hielt als Predigtamtskandidat häufig Predigten. Da er jedoch weitere Bildung wünschte, ging er für ein weiteres Semester an die Universität Leipzig, an der er sich zudem mit Nachhilfeunterricht in den alten Sprachen verdingte.
Busch kam als Hofmeister nach Crimmitschau zur Familie des kurfürstlich sächsischen Kammerrats Oehler. In dieser Zeit absolvierte er auch in Dresden das Kandidatenexamen zum Predigeramt. 1784 wechselte er als Hofmeister nach Eisenach. Dort betreute er die Kinder eines Barons von Beust. In dieser Zeit entwickelte er sich in Eisenach zu einem beliebten Prediger, so sollte es auch eine seiner Predigten in den Druck schaffen.
Busch kehrte 1792 nach Arnstadt zurück. Dort wurde er von seinem Vater als Pfarrer der Bonifatiuskirche eingeführt. 1798 wurde er Subdiakon, 1802 erster Diakon in Arnstadt. Am 19. November 1805 wurde er zum Oberpfarrer sowie zum Superintendenten von Arnstadt ernannt. Am 11. April 1811 erhielt er die Würde eines fürstlich schwarzburgischen Konsistorialrates, im März 1822 schließlich auch die eines fürstlich schwarzburgischen Kirchenrates.

## Veröffentlichungen (Auswahl)
- Katechetischer Unterricht vom heiligen Abendmahle, zum Nutzen derjenigen Kinder, welche sich zum ersten Genusse desselben vorbereiten. Schwickert, Leipzig 1783.
- Ueber die geheime Polizei Frankreichs, vor 1784.
- Briefe über die Erziehung allen Aeltern und angehenden Hofmeistern gewidmet. Bekmann, Gera 1786. (Digitalisat)
- Versuch eines Handbuchs der Erfindungen, zunächst in 8 Bänden, Wittekind, Eisenach 1790–1798, später in der 4. Auflage als Handbuch der Erfindungen, in 12 Bänden, Wittekind, Eisenach sowie Haas, Wien 1805–1822.
- Almanach der Fortschritte, neuesten Erfindungen etc., 16 Jahrgänge, 2 Registerbände, Keyser, Erfurt 1797–1812.
- Arnstädtisches Gesangbuch zur Beförderung der öffentlichen und häuslichen Erbauung, Arnstadt 1811.
- Agende für evangelische Kirchen, Voigt, Sondershausen 1821.